# Nansenhjelpen

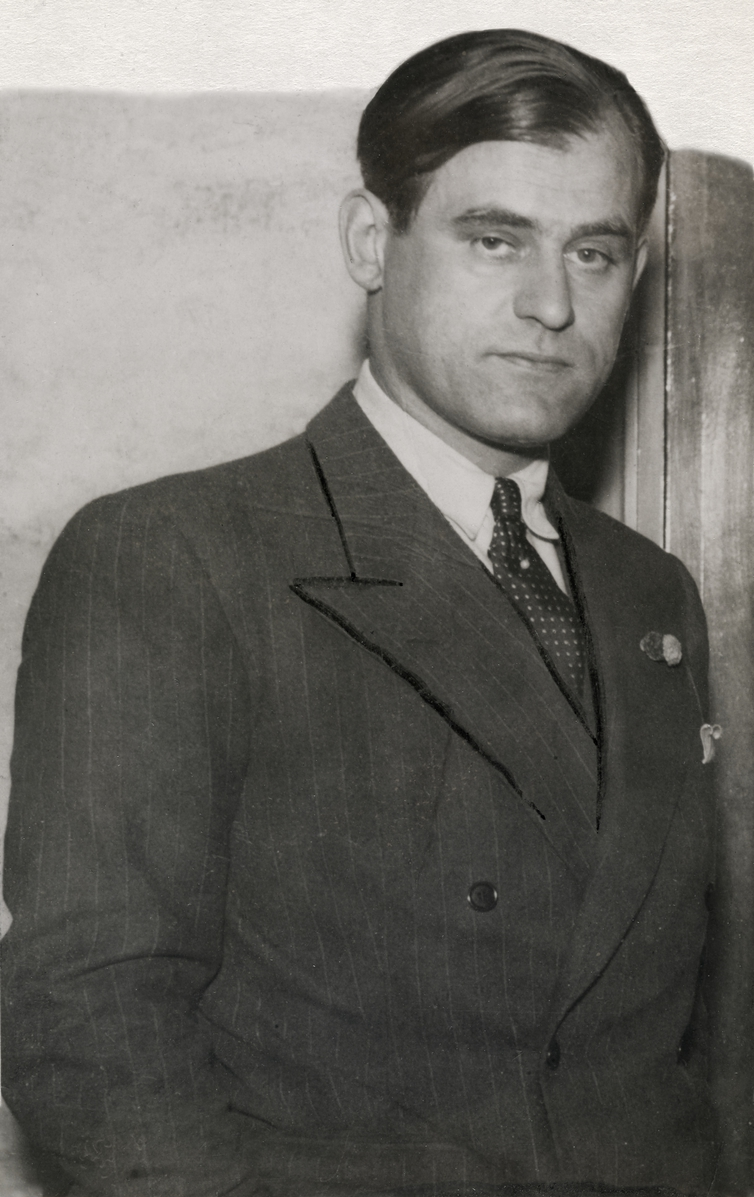
Odd Nansen (ca. 1930-1935)

Nansenhjelpen was een Noorse hulporganisatie opgericht door Odd Nansen. De organisatie werd in 1936 opgericht met als doel Joodse vluchtelingen te helpen in landen die vielen onder het naziregime. Nansenhjelpen werd formeel in 1945 ontbonden, maar hield effectief op te bestaan eind 1942 toen alle Joden in Noorwegen waren gedeporteerd, vermoord of naar Zweden waren gevlucht.

## Geschiedenis
Verschillende organisaties, zoals de Communistische Partij van Noorwegen en de Landsorganisasjonen (vakbondkoepelorganisatie) hielden zich bezig met hulp aan politieke vluchtelingen uit Nazi-Duitsland, maar los van een aantal individuele acties werd er vanuit Noorwegen nauwelijks hulp geboden aan de vervolgde Joden. Hoogleraar aan de Universiteit van Oslo Fredrik Paasche benaderde de architect Odd Nansen, zoon van de beroemde ontdekkingsreiziger en winnaar van de Nobelprijs voor de Vrede Fridtjof Nansen, om zijn naam te verbinden aan een organisatie die er op gericht was om Joden te redden. Zijn verzoek kreeg bijval van een andere Nobelprijswinnaar, Christian Lange, en minister van Buitenlandse Zaken Halvdan Koht.
Nansen stemde in met het verzoek waarop er een klein uitvoeringscomité werdgevormd. Het was belangrijk om snel financiële middelen te verkrijgen. De Noorse regering eiste namelijk een borgsom van duizend kroon voor elke vluchtelingen die in Noorwegen arriveerde als garantie dat de staat niet voor de kosten zou opdraaien. Bovendien weigerde de regering een werkvergunning te verstrekken aan Joodse immigranten. Daarmee wilde zij ook de vakbonden tegemoet komen die zich zorgen maakte dat de nieuwelingen zouden zorgen voor arbeidsverdringing.
De secretaris van Nansenhjelpen Tove Filseth reisde in januari samen met Kari Nansen naar Praag om een veldkantoor te openen. De vrouwen kregen precies zoveel visums als waar de organisatie financieel borg voor stond. In Praag werkten de Noren samen met het Rode Kruis en de quakers. Bij hun werkzaamheden werden zij ondersteund door de Tsjechische psychiater Leo Eitinger die uiteindelijk zelf naar Noorwegen zou vluchten.
De twee vrouwen, inmiddels in het gezelschap van Odd Nansen, bezochten in maart 1939 Bratislava, de hoofdstad van het nieuw gevormde protectoraat Slowakije. Aanleiding waren berichten over mishandeling van Joden op grote schaal, iets waar de Noren zelf getuige van waren. Nansen had een ontmoeting met de Slowaakse president Jozef Tiso die hem garandeerde dat de Joden alleen voor hun eigen bescherming werden opgesloten in concentratiekampen. Met de op handen invasie van Tsjecho-Slowakije op 15 maart 1935 deed Nansenhjelpen haar best om zoveel mogelijk Joodse vluchtelingen het land. De Noorse regering verstrekte tweehonderdzestig visums. De groep die gebruik maakte van deze visums reisde via Polen en Zweden naar Noorwegen. 
Na de Duitse inval in Noorwegen kon Nansenhjelpen weinig meer betekenen voor Joodse vluchtelingen in het buitenland. Wel bleef de organisatie onder andere verantwoordelijk voor een weeshuis in Oslo. Een groep van veertien kinderen werd in november 1942 naar Zweden gesmokkeld toen duidelijk werd dat er een grote razzia op handen was. Odd Nansen zelf werd in januari 1942 gearresteerd.